# Oswald Dammann
Oswald Dammann (* 17. Januar 1893 in Quedlinburg; † 22. März 1978 in Karlsruhe) war ein deutscher Bibliothekar.

## Leben
Er war der Sohn des Fabrikanten Alfred Dammann aus Quedlinburg und dessen Ehefrau Adelheid geborene Schmincke. Nach dem Besuch des Gymnasiums in Quedlinburg studierte Oswald Dammann an den Universitäten Freiburg, München und Marburg. In Freiburg promovierte er 1916 zum Dr. phil. Das Thema seiner Dissertation lautete Gustav Freytag und der Konstitutionalismus. Ab 1919 war er als wissenschaftlicher Hilfsarbeiter an der dortigen Universität tätig, wo er 1921 zum Bibliothekar ernannt wurde. 1926 wechselte Dammann als Bibliothekar an die Universitätsbibliothek Heidelberg. 1953 wurde er Leiter des Universitätsarchivs in Heidelberg.
Als Bibliotheksrat a. D. lebte er 1970 in Heidelberg.

## Werke (Auswahl)
- Gustav Freytag bei den Grenzboten. Zu seinem hundertsten Geburtstag am 13. Juli 1916. In: Die Grenzboten 75 (1916), Drittes Vierteljahr, S. 33–41.
- Aus den Papieren der Basseschen Buchhandlung, ein Beitrag zur Frühgeschichte der deutsche Philologie (= Jenaer germanistische Forschungen, 7), Frommann, Jena 1924.
- Alfred Doves Briefnachlaß. In: Aus der Werkstatt. Den Deutschen Bibliothekaren zu ihrer Tagung in Freiburg Pfingsten MCMXXV dargebracht von der Universitätsbibliothek, Freiburg o. J. [1925], S. 153–187.
- Johann Friedrich Heinrich Schlosser auf Stift Neuburg und sein Kreis. In: Neue Heidelberger Jahrbücher Neue Folge 1934, S. 1–128.
- Freudvoll und leidvoll. Polyglott. Versuch in 12 Übertragung von Johann Friedrich Heinrich Schlosser. Nach dem Erstdruck aus dem Jahre 1857 neu herausgegeben von Oswald Dammann, Heidelberg 1935.
- Briefe F. Creuzers an Johann Heinrich Christian Bang. In: Neue Heidelberger Jahrbücher 1938, S. 34–51.
- Marianne von Willemers letzter Besuch in Heidelberg. In: Badische Heimat 26 (1939), S. 260–262.
- Die Villa Charlottenberg in Heidelberg und ihre Bewohner. In: Mannheimer Geschichts-Blätter, 31. Jg., H. 11/12, Sp. 237–243.
- Bibliophile Porträts: Wilhelm Trübner. In: Börsenblatt für den deutschen Buchhandel 7 (1951); S. 499ff.

## Ehrungen
- Ehrenkreuz des Weltkrieges